# Hip-hop jazz
Genres associés
Neo soul, boom bap
Le hip-hop jazz, aussi appelé rap jazz, jazz rap ou jazz-hop, est un sous-genre du rap. Ce terme est utilisé par une partie de la presse et des auditeurs de rap pour catégoriser les artistes et morceaux de rap qui utilisent des samples ou des orchestrations jazz,,. Bien qu’utilisé par la presse et des auditeurs, le terme peut être qualifié de « non-officiel », puisque beaucoup d’artistes ayant composé des morceaux de hip-hop jazz ne se revendiquent pas particulièrement d’un courant appelé tel quel.

## Histoire

### Années 1980–1990
Depuis que les beatmakers se mettent à sampler dans les années 1980, les disques de jazz et de soul ont été des sources pour la création de morceaux. Mais on peut considérer que le courant hip-hop jazz naît à la fin des années 1980, lorsque des groupes comme De La Soul, Jungle Brothers et A Tribe Called Quest ont choisi de sampler principalement du jazz et de la soul pour leurs albums. À cette période, les machines évoluent et permettent de découper des samples plus longs. Il est aussi possible de créer des boucles avec plusieurs échantillons superposés. Q-Tip, rappeur et producteur du groupe A Tribe Called Quest utilisera régulièrement ce procédé, samplant la batterie d’un morceau pour la superposer à la basse d’un autre, comme sur leur célèbre tube Can I Kick It?.
En 1991, The Low End Theory, le deuxième album de A Tribe Called Quest, marque un tournant très important pour le hip-hop jazz. Le tempo des morceaux diminue sous les 100 BPM, le choix des samples et des batteries issus de la soul et du jazz et le travail de mixage de l’album effectué par l’ingénieur Bob Power, en font une pièce importante du rap. Un parti-pris « hip-hop jazz » parfaitement illustré par le morceau Jazz (We've Got). Le rappeur Common considère, qu’avec cet album, A Tribe Called Quest donne naissance à « un nouveau hip-hop ». Un peu auparavant, le collectif Native Tongues se créée autour des pionniers du genre : Jungle Brothers, De La Soul, A Tribe Called Quest, Queen Latifah, Brand Nubian… Au-delà de l’influence musicale, les protagonistes se retrouvent dans les valeurs de la Zulu Nation, avec des textes engagés, appelant à l’unité des afro-américains et invitant les jeunes issus des quartiers populaires à s’instruire plutôt qu’à rejoindre les gangs. Un état d’esprit antagoniste de celui du G-funk californien. En novembre 1993, deux albums vont profondément influencer le rap des années 90 et partager la scène rap new-yorkaise : Enter the Wu-Tang (36 Chambers) du Wu-Tang Clan, avec ses sonorités « sales » et ses textes « durs ». Et Midnight Marauders d’A Tribe Called Quest, plus mélodieux et positif, qui confirme la proposition du précédent album. Cette même année, le groupe The Roots sort son premier album, De La Soul son troisième album, et Guru, rappeur du duo Gang Starr, lance le projet Jazzmatazz. Un véritable courant hip-hop jazz émerge et inspirera de nombreux artistes (voir la liste des artistes au bas de la page). En 1994 sort Illmatic, premier album de Nas, produit par plusieurs producteurs majeurs à tendance hip-hop jazz : Q-Tip, Large Professor, Pete Rock et DJ Premier. Désormais considéré comme un classique du rap, il reçoit des critiques élogieuses, dont 5 micros d’or par le magazine The Source, et permet au rappeur du Queens de lancer une prestigieuse carrière,. En 1999, le groupe The Roots va connaitre un succès mondial avec l’album Things Fall Apart et son célèbre single You Got Me.

### Années 2000
Dans les années 2000, l’utilisation des samples diminue fortement dans le rap, qui s’oriente vers des sonorités synthétiques. Le coût des droits d’auteur et le succès des albums de labels comme Aftermath, Ruff Ryder ou Murder Inc. contribueront à imposer cette nouvelle tendance rapidement. Mais plusieurs groupes et rappeurs comme Common, The Sound Providers, Bahamadia ou le collectif Soulquarians… vont continuer à produire, profitant également des nouvelles possibilités techniques de la musique assistée par ordinateur. Les samples sont alors plus simples à découper, à modifier et à superposer.
Peu de temps auparavant, J Dilla, beatmaker de Slum Village, va innover dans le découpage et le traitement sonore des échantillons et imaginer une rythmique moins binaire pour ses créations. Il se détache du placement mécanique des éléments rythmiques pour taper manuellement les beats sur sa  AKAI MPC. Le charleston n’est plus nécessairement placé sur les temps et contretemps, il "swing" à la manière d’un batteur de jazz. Cette façon de composer va influencer de nombreux artistes au-delà du hip-hop.
La scène hip-hop jazz se différencie donc de plus en plus des autres styles de rap et va perdurer malgré le succès mondial du crunk puis de la trap. De nouveaux groupes et artistes solos continuent d’émerger : Black Milk, Crown City Rockers, et Rapsody. Plusieurs collaborations naissent entre Américains, Français et Japonais : Hocus Pocus et Cradle Orchestra, Nujabes et Substantial, Dela et Blu, Byron et Onra pour ne citer qu’elles.

### Depuis les années 2010
À l’aube des années 2010, on constate un regain d’intérêt pour le rap des années 1990, de la part d’artistes ayant grandi dans cette décennie comme Kendrick Lamar, J. Cole, Joey Bada$$ Mac Miller, Isaiah Rashad, et Bas. Les samples et les sonorités jazz se marient alors aux tempos plus lents et aux batteries propres au rap de cette décennie.
En 2015, Kendrick Lamar sort To Pimp a Butterfly, un album salué par la critique pour son écriture et sa musique très soignées. To Pimp a Butterfly remporte plusieurs Grammy Awards lors de la 58e cérémonie, dont celui du meilleur album rap.
L’influence de beatmakers des décennies précédentes (J Dilla, Pete Rock, Madlib, Nujabes...) se ressent sur les artistes d’une nouvelle génération, tels que ceux des labels Stones Throw Records, Top Dawg Entertainment ou Soulection.
La popularisation des réseaux sociaux et des sites de streaming permet de proposer de nouveaux formats sur lesquels écouter des musiques du courant hip-hop jazz. Des podcasts : The Low End Theory, NPR Music et Soulection,,. Et des web-radios : ChillHop, Lofi Girl, The Jazz Hop Café,, qui se transformeront même en label pour promouvoir des beatmakers,,.

### En France
Au début des années 1990, MC Solaar est l’un des rares rappeurs français à connaitre un succès national avec son premier album Qui sème le vent récolte le tempo, fortement influencé par le collectif Native Tongue. Ses albums suivants seront moins orientés vers les sonorités jazz/soul mais le rap français ne les abandonne pas pour autant. Fabe leurs sera fidèle sur chacun de ses projets, Les Sages Poètes de la Rue seront aussi inspirés par Native Tongue,. Comme aux États-Unis, les générations se succèdent et le hip-hop jazz évolue à mesure.
Au cours des années 2000, Hocus Pocus mélange subtilement samples et compositions et se produit en live avec un rappeur, un DJ et des musiciens. Lors de la décennie 2010, des beatmakers français proposent leurs beat tapes (albums instrumentaux) sur le site Bandcamp comme Gramatik, l’Indécis, NicoBox... Plus exposés médiatiquement, Jazzy Bazz et Kacem Wapalek riment fréquemment sur les sonorités jazz et le musicien tourangeau FKJ se produira dans le célèbre festival Coachella en 2019,,.

### Au Japon
Une scène hip-hop jazz japonaise se constitue dès le milieu des années 1990, avec les groupes Soul Scream, Loop Junktion et Gagle. En 2004, l’anime japonais Samurai Champloo est diffusé et les spectateurs peuvent entendre la bande son des beatmakers japonais Nujabes, Tsutchie et Froce of Nature. On dénombre depuis des dizaines d'artistes mélangeant jazz et hip-hop dans l'archipel.

## Caractéristiques
Il existe deux configurations dans le hip-hop jazz : un rappeur qui rappe sur des instrumentales contenant des samples ou des sonorités de jazz, comme le groupe De La Soul. Ou un rappeur accompagné d’un vrai orchestre de jazz, comme les groupes américains The Roots et Crown City Rockers ou les Japonais Loop Junktion, formés de rappeurs et de musiciens, en studio comme sur scène.

### Samples et compositions
Les instrumentales peuvent être faites de samples de rhythm and blues, de soul music ou en puisant dans différents genres de jazz : le smooth jazz, la bossa nova, le bebop, le free jazz, le jazz-funk etc,,,,.
Certains morceaux sont faits à partir d'un sample d’une boucle de plusieurs temps (comme La Tête Haute Tenue de Fabe), d’autres sont construits à partir de découpages de samples très courts, rejoués dans un ordre différent (Take It Back de Soul Square).
Des musiciens, comme The Roots ou J Dilla, composent sans forcément utiliser d’échantillons provenant d’autres musiques. Kanye West mélange régulièrement le sampling avec ses propres mélodies, comme pour le morceau Be de Common (2005).

### Rythmique
Contrairement à la trap où l’on retrouve fréquemment les mêmes sons de boîte à rythme TR-808, les éléments rythmiques des œuvres hip-hop jazz peuvent être samplés comme sur Wet Dreamz de J. Cole, qui utilise la batterie de The Honeydrippers,,. Ils peuvent être joués à la batterie comme sur les albums du groupe The Roots, ou tapés manuellement à la boîte à rythmes comme sur les productions de J Dilla.

### Basse
Un soin particulier est apporté à la basse qui, elle aussi, peut être samplée, jouée au synthétiseur ou de façon acoustique,. Le morceau Buggin' Out sur l'album The Low End Theory d'A Tribe Called Quest, démarre sur une boucle de contrebasse samplée. Sur le même album on peut aussi entendre un échantillon du célèbre bassiste Jaco Pastorius sur Butter. Sur Get Dis Money de Slum Village, c'est au synthétiseur qu'est jouée la basse du morceau par J Dilla.

### Fender Rhodes
L’un des instruments emblématiques de ce courant musical est le piano électrique Fender Rhodes. Son utilisation est très fréquente et commune à toutes les époques du hip-hop jazz. On l’entend par exemple sur Breakdawn de De La Soul en 1993, Pad and Pen de A Tribe Called Quest (1998), I Am Hip Hop des Jazz Liberatorz (2008) ou Dang! de Mac Miller (2016).

## Liste d'artistes
Il existe peu de citations d’artistes se définissant « hip-hop jazz », la liste (non-exhaustive) ci-dessous recense donc des groupes, rappeurs ou beatmakers ayant composé plusieurs morceaux ou albums correspondant à ce courant musical :

### États-Unis
A Tribe Called Quest, Abstract Rude, Akua Naru, Apani B Fly, Bahamadia, Bas, Beat Assailant, Black Milk, Blu, Byron The Aquarius, Cise Starr, Chance The Rapper, Che Noir, C.L. Smooth, Common, Consequence, Crown City Rockers, Dafuniks, De La Soul, Distortionists, DJ Harrison, DJ Jazzy Jeff, Digable Planets, Dujeous, Emanon, Erule, Exile, Fat Jon, Five Deez, Freddie Joachim, Funky DL, Gang Starr, Guru, Hex One, Illa J, Isaiah Rashad, J. Cole, J Dilla, J-Live, J. Sands, Jazz Addixx, Jazz Spastiks, Joey Bada$$, Jonwayne, Jungle Brothers, Jurassic 5, Kendrick Lamar, Kero One, Kiefer, Large Professor, Lava La Rue, Louis Logic, Mac Miller, Madlib, Mndsgn, Nas, Noname, Pete Rock, The Pharcyde, Phife Dawg, Q-Tip, Raashan Ahmad, Rapsody, Rare and Cheese, Reflection Eternal, Rich Medina, The Roots, Science Of Sound, Shrlock, Slakah The Beatchild, Slum Village, The Sound Providers, Substantial, Surreal, Terrace Martin...

### France
20syl, Benjamin Epps, dela, DJ Cam, Enz, Espiiem, Fabe, FKJ, Gramatik, Häzel, Hocus Pocus, L'Indécis, Jazz Liberatorz, Jazzy Bazz, Kacem Wapalek, Kohndo, MC Solaar, NicoBox, Onra, Ours Samplus, Oxmo Puccino & The Jazzbastards, La Rumeur, Luidji, Rocé, Les Sages Poètes de la rue, Sameer Ahmad, Soul Square, The FakeHunters, The Hop, Tonto Noiza, Zebrahim...

### Japon
Buddha Brand, Chuckie, Cradle Orchetra, FullMember, Dev Large, DJ Mitsu, DJ Tonk, Hokuto, King Giddra, Lamp Eye, Loop Junktion, Lunch Time Speax, M-Flo, Mellow Yellow, Muro, Naked artz, Naohirock & Suzukismooth, Nujabes, OSUMI, Rhymester, Samon Kawamura, Shin-Ski, Shing02, ShinSight Trio, Soul Scream, T.A.K The Rhyme Head, Tsutchie, Twigy, スチャダラパー, 小宮 守...